# Smyra stipatura
Smyra stipatura là một loài bướm đêm trong họ Erebidae.